# Vărbeane, Șumen
Vărbeane (în bulgară Върбяне) este un sat în comuna Kaspicean, regiunea Șumen,  Bulgaria. 

## Demografie
Componența etnică a satului Vărbeane
     Turci (46,79%)
     Nicio identificare (3,39%)
     Bulgari (48,3%)
     Romi (1,5%)
La recensământul din 2011, populația satului Vărbeane era de 265 locuitori. Nu există o etnie majoritară, locuitorii fiind bulgari (48,3%), turci (46,79%) și romi (1,5%). Pentru 3,39% din locuitori nu este cunoscută apartenența etnică.